# Marie-Christine Camus
Marie-Christine Camus (20 de marzo de 1954, París, Francia) es una cineasta y artista visual de origen francés y radicada en México desde la década de 1980.

## Formación
Estudió comunicación en Francia, en la Escuela de los Oficios de la Comunicación (EFAP), entre 1973 y 1976, y en la Universidad de París XIII entre 1976 y 1978. Al llegar a México, realizó estudios de cine en el CUEC de la UNAM entre 1980 y 1985. Posteriormente realizó una Maestría en Artes Visuales en la Universidad Autónoma del Estado de Morelos entre 2012 y 2015.

## Trayectoria
Durante sus estudios de cine en el CUEC, perteneció al grupo “Las Ninfas del Celuloide” y formó parte del colectivo de corte feminista “Cine Mujer”.
Al egresar de sus estudios, comenzó a participar en distintos proyectos tanto en cine como televisión, primero como asistente de cámara y después como directora de fotografía. Entre 1987 a 1997 trabajo en su propia productora en donde realizó algunos cortos documentales. También participó como camarógrafa en varios reportajes para el canal de televisión cultural franco alemán ARTE entre 1989 y 1999.
Entre 1999 y 2012, se desarrolló como docente en la Escuela de Pintura, Escultura y Grabado "La Esmeralda". Desde 2005 es investigadora y responsable, junto con Javier Buñuelos, de la producción audiovisual del Centro Nacional de Investigación, Documentación e Información de Artes Plásticas (CENIDIAP) del Instituto Nacional de Bellas Artes (INBA). Desde 2007, participa como docente en Tránsitos: diplomado transdisciplinario en investigación, experimentación y producción artística, en el CENART, y participó en el seminario Tópicos problemáticos de la Cultura Contemporánea.
A partir de 1999 comenzó a incursionar en las artes visuales, en la producción de videoarte. Como artista visual ha realizado videoarte y video instalaciones. En la mayoría de sus trabajos, algunos de los temas centrales abordados por la artista, son la memoria y la historia. Uno de sus trabajos más destacados es El Hoyo de 2011, proyecto realizado junto con la artista croata Neli Ruzic.

## Exposiciones

### Individuales
- El hoyo (2011, México) - Video instalación en colaboración con Neli Ruzic.
- El hoyo (La partera) (2011, E.U.A.) - En colaboración con Neli Ruzic.[6]
- Journey to the island. The hole / The midwife (2009-2010, E.U.A.) - En colaboración con Neli Ruzic.

### Colectivas
- Naturaleza inconciliable (2015, México).
- Recto Verso (2013, México).
- Índice (2012, México).
- Root Division (2011, E.U.A.).
- Imágenes multimedia de un mundo complejo (2011, Cuba, España, Argentina y México).[7]
- ParisNewYorkMéxico (2008, México).[8]
- Festival Mexparismental (2006, Francia).
- Festival Vidarte (2002, México).